# 武蔵関駅
武蔵関駅（むさしせきえき）は、東京都練馬区関町北二丁目にある、西武鉄道新宿線の駅である。駅番号はSS14。練馬区かつ東京都区部の最西端の駅である。

## 歴史
- 1927年（昭和2年）4月16日 - 開業。
- 1966年（昭和41年）- 5月10日、島式ホーム1面2線を相対式ホーム2面2線に変更。同年8月28日、橋上駅舎の使用を開始[2]。
- 1978年（昭和53年）12月15日 - 北口を開設[2]。同時に西武武蔵関ステーションビル開業。
- 1988年（昭和63年）4月1日 - レオカード（後にパスネット）発行機・対応ボタン式券売機設置。
- 1990年（平成2年）6月29日 - 西武武蔵関ステーションビル新装[3]。
- 1992年（平成4年）頃 - 自動改札機設置。
- 1993年（平成5年）頃 - 回数券発行可能マップ式傾斜型券売機設置。
- 1996年（平成8年）頃 - レオカード（後にパスネット）対応ボタン式傾斜型券売機設置。
- 1999年（平成11年）頃 - すべての自動改札機をパスネット対応機へ更新。
- 2000年（平成12年） - すべての券売機をパスネット対応ボタン式傾斜型機化。
- 2003年（平成15年） - 回数券（・PASMO）発行可能タッチパネル式傾斜型券売機設置。
- 2004年（平成16年）7月頃 - 2005年（平成17年）3月頃 - バリアフリー対応として、エスカレーター・エレベーターの設置、トイレの移設・新装、改札口有人通路のオープンカウンター化・券売機売り場改修などを施工。ホームの位置も移動している。
- 2005年（平成17年）頃 - パスネット発行機を撤去しタッチパネル式傾斜型定期券券売機設置。
- 2012年（平成24年）頃 - すべての券売機をタッチパネル式傾斜型券売機へ更新。同年6月30日のダイヤ改正で昼間時間帯の準急が急行へ格上げされた事に伴い、優等列車はデータイム通過駅となる。
- 2014年（平成26年） - すべての自動改札機を更新。
- 2015年（平成27年）10月1日 - 西武線各駅隣接の駅ビル・商業施設の「Emio」ブランド統一に伴い[4]、西武武蔵関ステーションビルからEmio武蔵関へ改称。

## 駅構造
相対式ホーム2面2線の地上駅で、橋上駅舎を有する。準急停車駅であることから、ホーム有効長は10両編成分である。
各ホームと改札階、改札階と南口・北口地上部との間を連絡するエレベーターが設置されている。また、各ホームと改札階、改札階と南口地上部を連絡するエスカレーターも設置されている。
トイレは改札内コンコースにある。以前は上りホーム上にあったが、バリアフリー工事の進行に伴い2005年2月に移設し、同時に車椅子などでの利用に対応した多機能トイレも併設された。
駅の高架化計画があり、高架化後は島式ホーム1面2線となる予定。

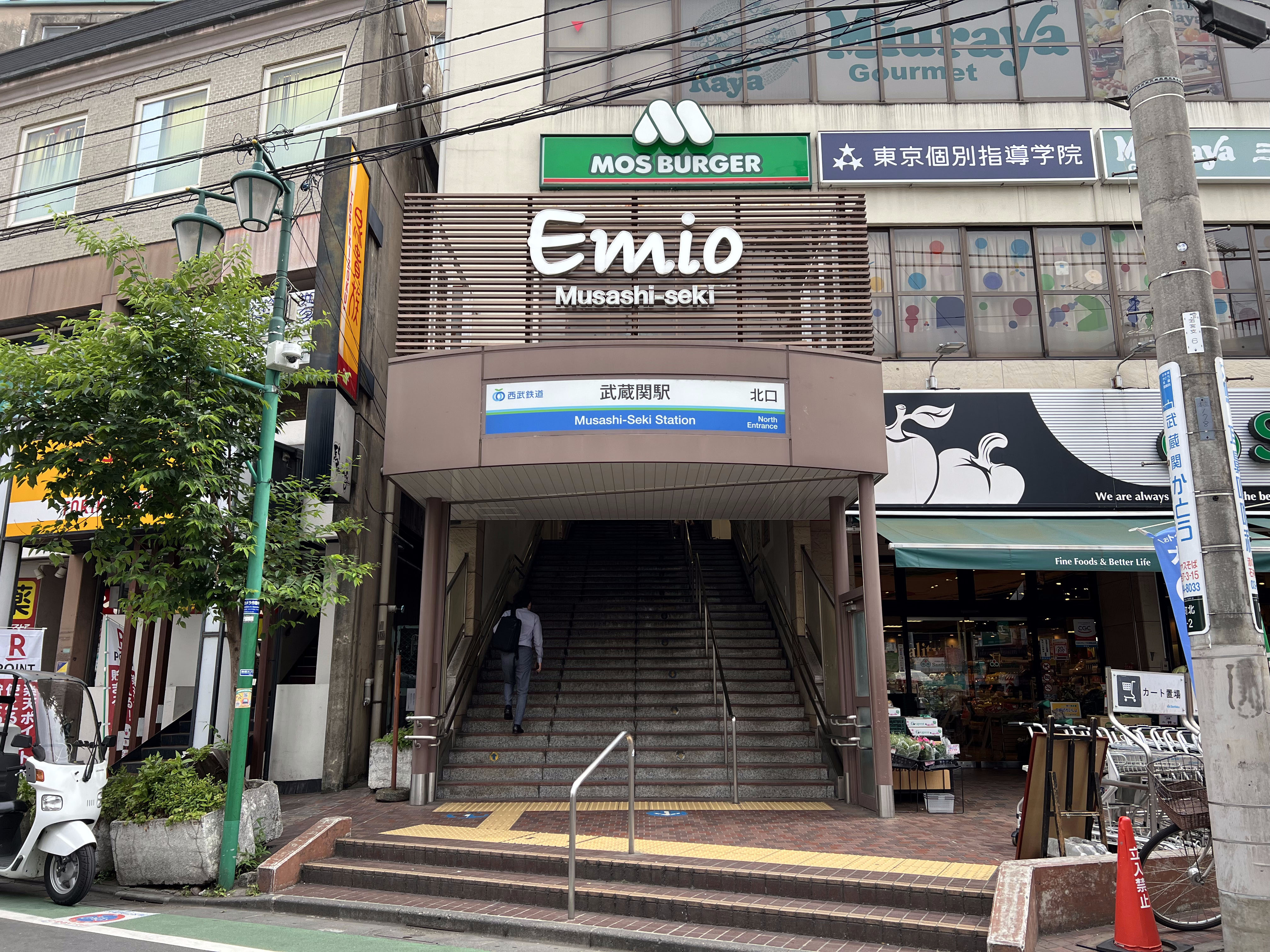
北口
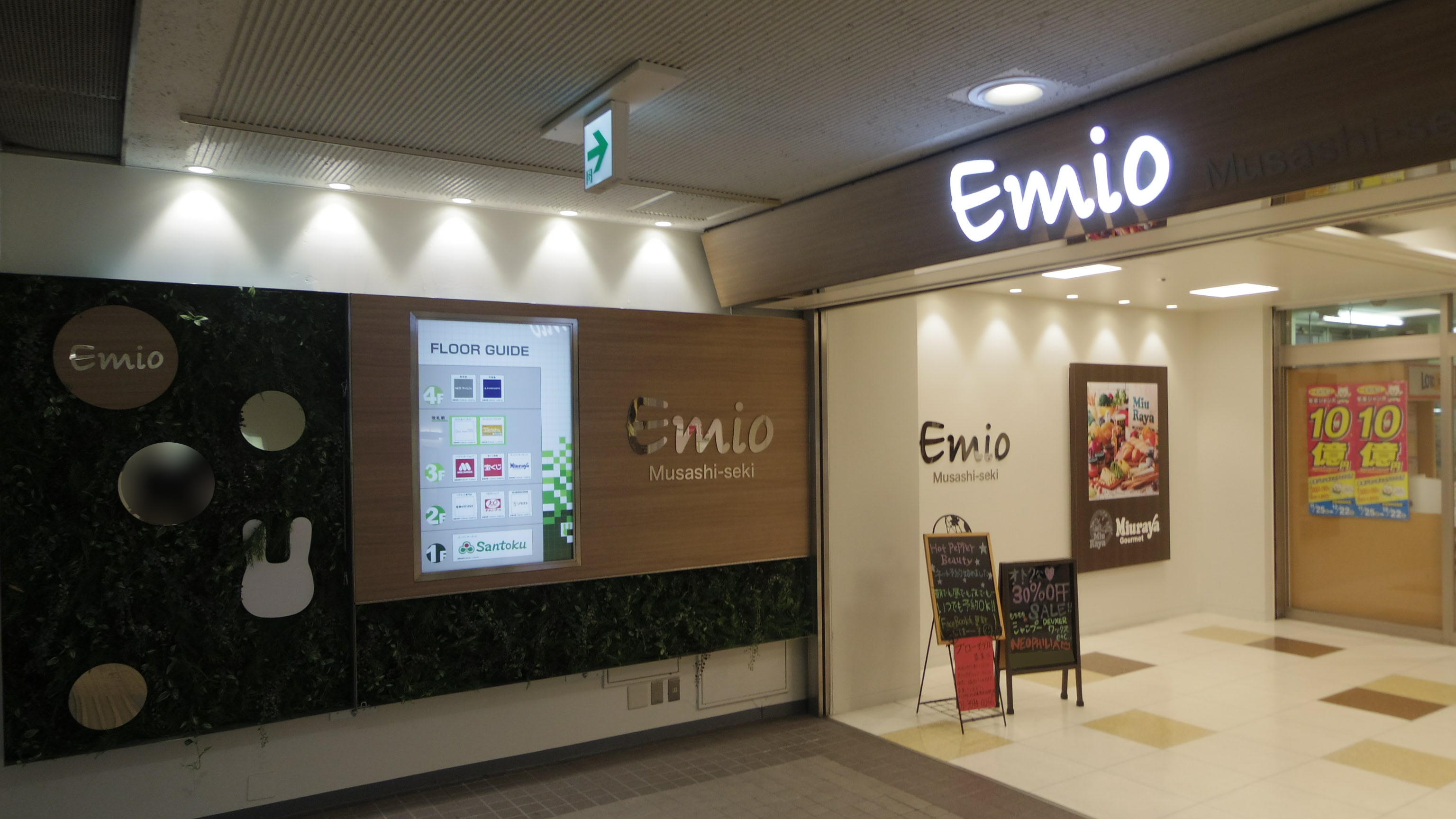
Emio武蔵関

### のりば
| ホーム | 路線   | 方向 | 行先                   |
| ------ | ------ | ---- | ---------------------- |
| 1      | 新宿線 | 下り | 所沢・本川越・拝島方面 |
| 2      | 新宿線 | 上り | 高田馬場・西武新宿方面 |

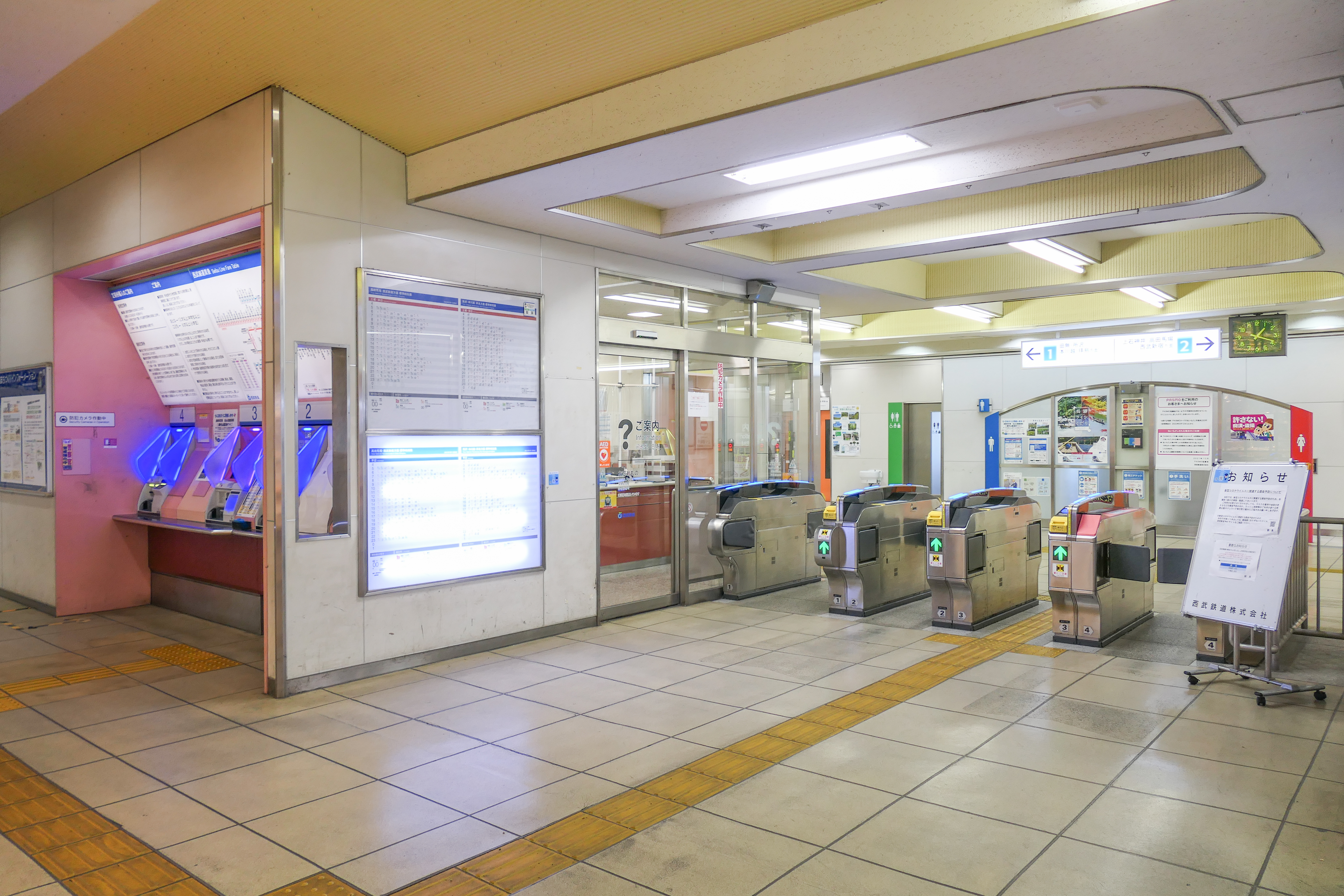
改札口と切符売り場（2022年6月）
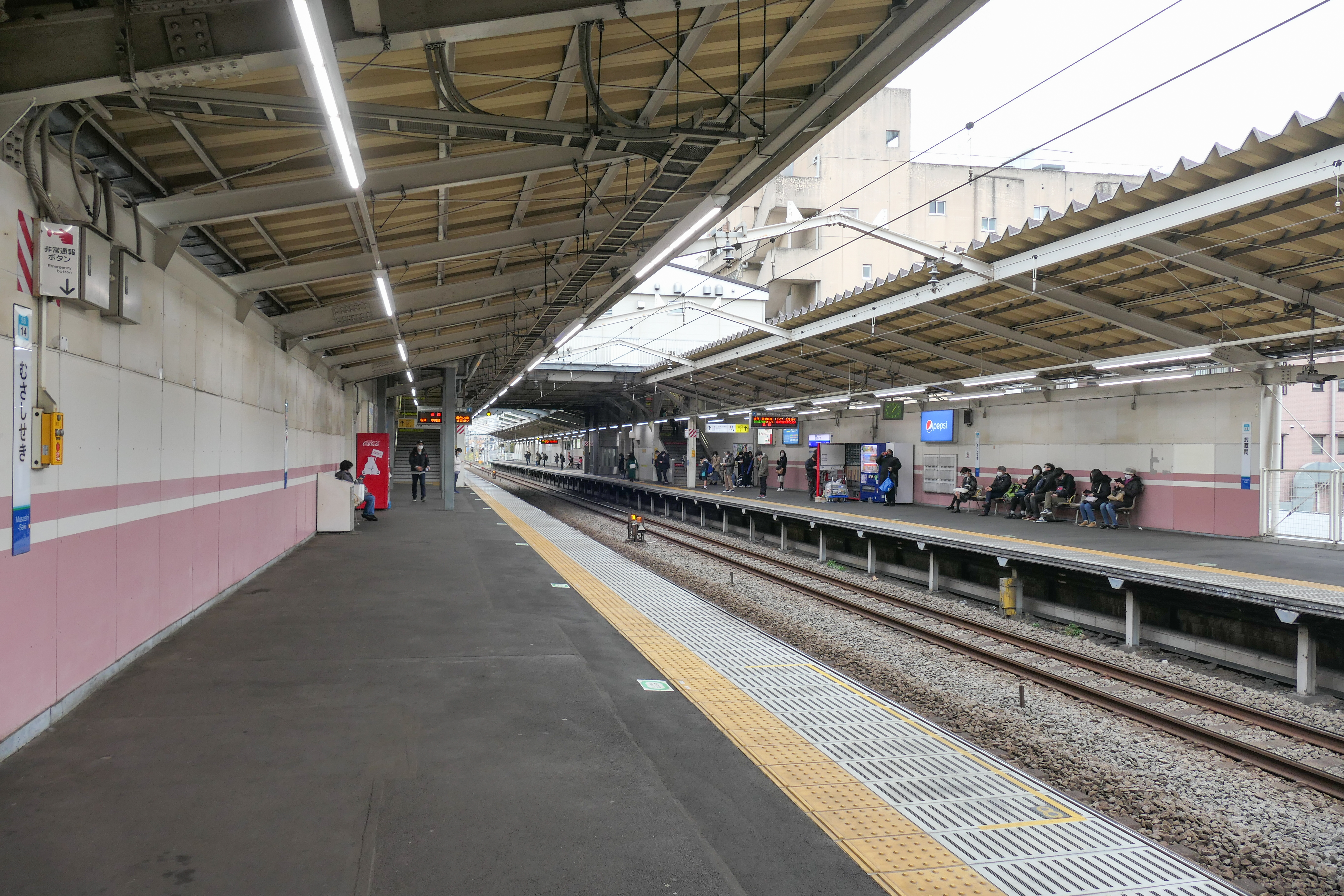
ホーム（2023年1月）

## 利用状況
2024年（令和6年）度の1日平均乗降人員は29,438人であり、西武鉄道全92駅中31位。
近年の1日平均乗降・乗車人員の推移は下記の通りである。
| 年度               | 1日平均 乗降人員 | 1日平均 乗車人員 | 出典     |
| ------------------ | ---------------- | ---------------- | -------- |
| 1990年（平成02年） |                  | 14,510           | [ * 1 ]  |
| 1991年（平成03年） |                  | 14,803           | [ * 2 ]  |
| 1992年（平成04年） |                  | 14,847           | [ * 3 ]  |
| 1993年（平成05年） |                  | 14,800           | [ * 4 ]  |
| 1994年（平成06年） |                  | 14,586           | [ * 5 ]  |
| 1995年（平成07年） |                  | 14,568           | [ * 6 ]  |
| 1996年（平成08年） |                  | 14,729           | [ * 7 ]  |
| 1997年（平成09年） | 29,240           | 14,578           | [ * 8 ]  |
| 1998年（平成10年） | 28,361           | 14,200           | [ * 9 ]  |
| 1999年（平成11年） | 28,103           | 14,107           | [ * 10 ] |
| 2000年（平成12年） | 28,524           | 14,321           | [ * 11 ] |
| 2001年（平成13年） | 29,420           | 14,751           | [ * 12 ] |
| 2002年（平成14年） | 29,322           | 14,674           | [ * 13 ] |
| 2003年（平成15年） | 29,280           | 14,658           | [ * 14 ] |
| 2004年（平成16年） | 28,650           | 14,299           | [ * 15 ] |
| 2005年（平成17年） | 28,613           | 14,279           | [ * 16 ] |
| 2006年（平成18年） | 29,041           | 14,512           | [ * 17 ] |
| 2007年（平成19年） | 29,109           | 14,598           | [ * 18 ] |
| 2008年（平成20年） | 29,122           | 14,636           | [ * 19 ] |
| 2009年（平成21年） | 28,859           | 14,512           | [ * 20 ] |
| 2010年（平成22年） | 28,091           | 14,197           | [ * 21 ] |
| 2011年（平成23年） | 27,864           | 14,050           | [ * 22 ] |
| 2012年（平成24年） | 28,477           | 14,381           | [ * 23 ] |
| 2013年（平成25年） | 28,803           | 14,585           | [ * 24 ] |
| 2014年（平成26年） | 28,792           | 14,567           | [ * 25 ] |
| 2015年（平成27年） | 29,559           | 14,964           | [ * 26 ] |
| 2016年（平成28年） | 30,404           | 15,375           | [ * 27 ] |
| 2017年（平成29年） | 31,393           | 15,874           | [ * 28 ] |
| 2018年（平成30年） | 31,943           | 16,140           | [ * 29 ] |
| 2019年（令和元年） | 32,351           | 16,336           | [ * 30 ] |
| 2020年（令和02年） | 24,063           |                  |          |
| 2021年（令和03年） | 25,619           |                  |          |
| 2022年（令和04年） | 27,659           |                  |          |
| 2023年（令和05年） | 28,819           |                  |          |
| 2024年（令和06年） | 29,438           |                  |          |

## 駅周辺
駅周辺は閑静な住宅街であり、南口には武蔵野の緑豊かでボート池を有する「武蔵関公園」がある。近くを石神井川が流れる。

### 北口
実質的に駅ビルが2棟立地している。駅は窪地にあり、周囲は小高い丘になっている。近くには上智大学石神井キャンパス、東京都立石神井高等学校や英明フロンティア中学校・高等学校などが所在している。
商業
- 西武武蔵関ステーションビル（現在はEmio武蔵関） - 三徳（スーパーマーケット）、モスバーガー、キャンドゥ 、QBハウスなども出店している。
- ロータスロード - 改札と直結している。
- イエローハット 関町店（新青梅街道沿い）
- サミットストア 石神井台店（オザキフラワーパークも併設）

公共施設
- 練馬区関町北地区区民館

金融機関
- 武蔵関駅前郵便局

寺社
- 本立寺（ほんりゅうじ、日蓮宗） - 北西方向に徒歩3分。1751年（宝暦元年）から毎年この寺で12月9日・10日に開催される「関のボロ市」で有名。300以上の露店でにぎわう。練馬区の無形民俗文化財指定行事に指定されている。

学園
- 上智大学 石神井キャンパス（神学部など）
- 日本カトリック神学院 東京キャンパス（旧・東京カトリック神学院）
- 東京都立石神井高等学校
- 英明フロンティア中学校・高等学校

道路・河川
- 石神井川
- 新青梅街道（東京都道245号杉並田無線）

### 南口
駅の南西方向に区立「武蔵関公園」があり、ボート客や春は花見で賑わっている。また同公園は早稲田大学東伏見キャンパスと隣り合っている。南口周辺にはアニメ関連企業が多くあり、青梅街道沿いにはドン・キホーテがある。
駅構内店舗の詳細は西武プロパティーズ公式サイト「武蔵関駅の店舗情報」を参照。
公共施設
- 練馬区役所 関区民センター
  - 練馬区関区民事務所
  - 練馬区関高齢者センター
  - 練馬区関区民ホール
- 練馬区関保健相談所
- 練馬区関こども家庭支援センター・練馬区総合教育センター 関教育相談室
- 練馬区立関町リサイクルセンター
- 東京消防庁石神井消防署関町出張所

金融機関
- 練馬関町郵便局
- 三井住友銀行 武蔵関支店
- JA東京あおば 関町支店
- 東京信用金庫 武蔵関支店

公園・寺社
- 武蔵関公園
- 天祖若宮八幡宮 - 徒歩5分

道路・河川
- 青梅街道
- 石神井川

商店
- マクドナルド 青梅街道関町店
- アキダイ 関町本店
- ドン・キホーテ　エッセンス関町店

アニメ関連企業
- ぎゃろっぷ
- 旭プロダクション
- ディオメディア
- スタジオブラン
- アセンション
- スタジオちゅーりっぷ

### バス路線
南口に「武蔵関駅」「武蔵関駅南口」停留所がある。また、当駅の東方約150m・関町庚申通り上に「武蔵関駅入口」停留所がある。
武蔵関駅停留所（関東バス）
- 荻32：青梅街道営業所経由 荻窪駅行き
- 鷹02：北裏・武蔵野市役所前経由 三鷹駅行き
- 入庫：青梅街道営業所行き

武蔵関駅南口停留所（みどりバス - 運行受託：西武バス）
- 関町ルート：上石神井駅・練馬高野台駅経由 順天堂練馬病院行き
- 南大泉ルート：南大泉一丁目経由 保谷駅入口行き
- 関町ルート・南大泉ルート：関町福祉園行き

武蔵関駅入口停留所（西武バス）
- 吉61・吉61-1・吉62・吉62-1・吉66：吉祥寺駅行き ※ 深夜バスあり
- 吉61：大泉学園駅南口経由 都民農園セコニック行き
- 吉61-1：大泉学園駅・都民農園セコニック経由 新座栄行き
- 吉62：西武車庫前行き
- 吉62-1：大泉学園駅南口行き ※ 深夜バスあり
- 吉66：東伏見駅北口経由 保谷駅南口行き

## 将来の計画
西武新宿線の立体化に関しては、2021年11月26日、井荻駅から西武柳沢駅までの約5.1kmの区間で鉄道を高架化する都市計画を決定し、2024年3月6日に事業認可を受けて事業着手している。
またそれに伴い、練馬区は練馬区画街路第8号線（武蔵関駅交通広場）及び、都市計画道路補助230号線（青梅街道〜新青梅街道間）も同じく2024年3月6日に事業認可を受けて事業着手している。

## 隣の駅
西武鉄道
 新宿線
■拝島ライナー・■快速急行・■通勤急行・■急行
通過
■準急・■各駅停車
上石神井駅 (SS13) - 武蔵関駅 (SS14) - 東伏見駅 (SS15)